# Mikołajek nadmorski

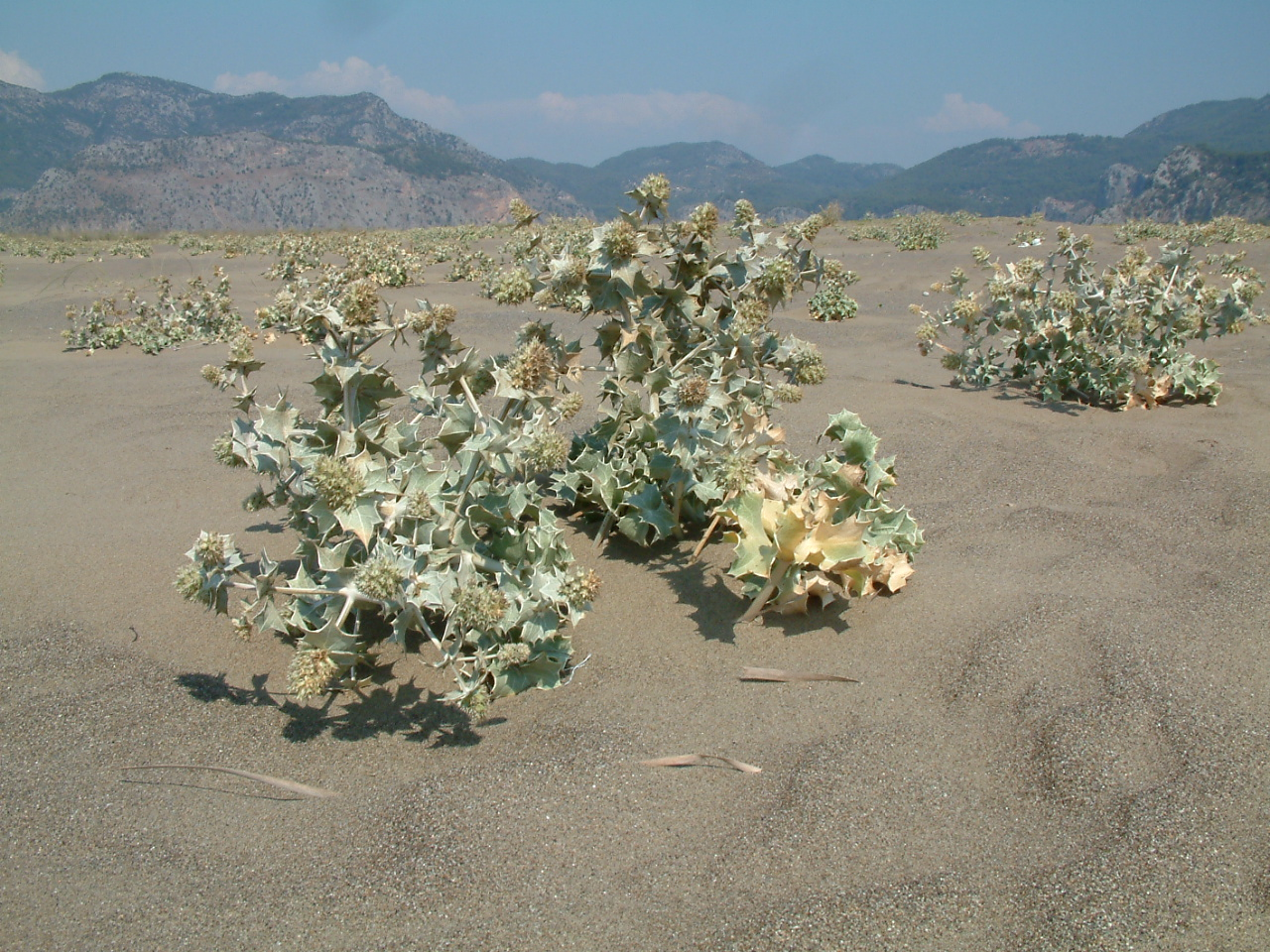
Mikołajek nadmorski na tureckim wybrzeżu Morza Śródziemnego

Mikołajek nadmorski (Eryngium maritimum) – gatunek rośliny z rodziny selerowatych, z podrodziny Saniculoideae. Gatunek typowy rodzaju mikołajek Eryngium. Występuje na wydmowych wybrzeżach Europy, Afryki Północnej i Bliskiego Wschodu. W północnej części zasięgu jest zagrożony i tak też jest w Polsce, gdzie gatunek ten podlega ochronie prawnej. Bywa uprawiany jako roślina ozdobna, poza tym ma długą tradycję wykorzystywania jako roślina jadalna, lecznicza i służąca do umacniania wydm.

## Rozmieszczenie geograficzne
Mikołajek nadmorski rośnie wzdłuż morskich brzegów wokół Europy, w Afryce Północnej i na bliskowschodnich wybrzeżach Morza Śródziemnego. Nad Bałtykiem spotykany jest w Danii i dalej na wschód wzdłuż brzegu południowego w Niemczech, Polsce, obwodzie królewieckim, na Litwie, Łotwie i Estonii. Rośnie także nielicznie w Skanii, na Olandii i Gotlandii. Zasięg obejmuje wybrzeża Morza Północnego, przy czym w Norwegii rośnie tylko w południowej części, jest też rzadki w północnej części Wysp Brytyjskich oraz reszty Europy Zachodniej. Nad Morzem Śródziemnym spotykany wzdłuż wybrzeży europejskich, Azji Mniejszej i krajów bliskowschodnich po Izrael na południu. Rośnie także wzdłuż wybrzeży Morza Czarnego i Azowskiego. W Afryce Północnej rośnie od zachodniej części Libii, poprzez Tunezję, Algierię po Maroko.
Introdukowany został jako roślina ozdobna sadzona na wydmach lub wraz z sadzonkami piaskownicy zwyczajnej, sprowadzanej dla umacniania wydm, do Ameryki Północnej i Australii. W tej pierwszej rośnie wzdłuż wschodnich wybrzeży od Ontario w Kanadzie po Karolinę Północną, a w Australii na 5 stanowiskach w Nowej Południowej Walii między Taree i Budgewoi. Jako gatunek obcy występuje w podobnych siedliskach nadmorskich jak w zasięgu pierwotnym, nie rośnie też masowo i dlatego uznawany jest tylko za potencjalnie inwazyjny lub nie jest uznawany za taki w ogóle.
W Polsce spotykany był wzdłuż całego wybrzeża, choć na ogół jako gatunek rzadki. W latach 70. XX w. największe skupiska znajdowały się pomiędzy Mielnem i Ustką na wybrzeżu środkowym oraz na Mierzei Wiślanej na wybrzeżu wschodnim. Średnie zagęszczenie roślin wynosiło wówczas ok. 100 egzemplarzy na 1 km wybrzeża wydmowego. Z powodu erozji i zalesiania wydm oraz presji turystycznej nastąpiło znaczne zmniejszenie rozprzestrzenienia i zasobów gatunku. Stosunkowo liczny jest jeszcze tylko lokalnie na Mierzei Wiślanej, w rezerwacie Mechelińskie Łąki, między Helem i Jastarnią, na odcinku od Darłówka do Łazów, poza tym rośnie bardzo nielicznie w dużym rozproszeniu.

## Morfologia

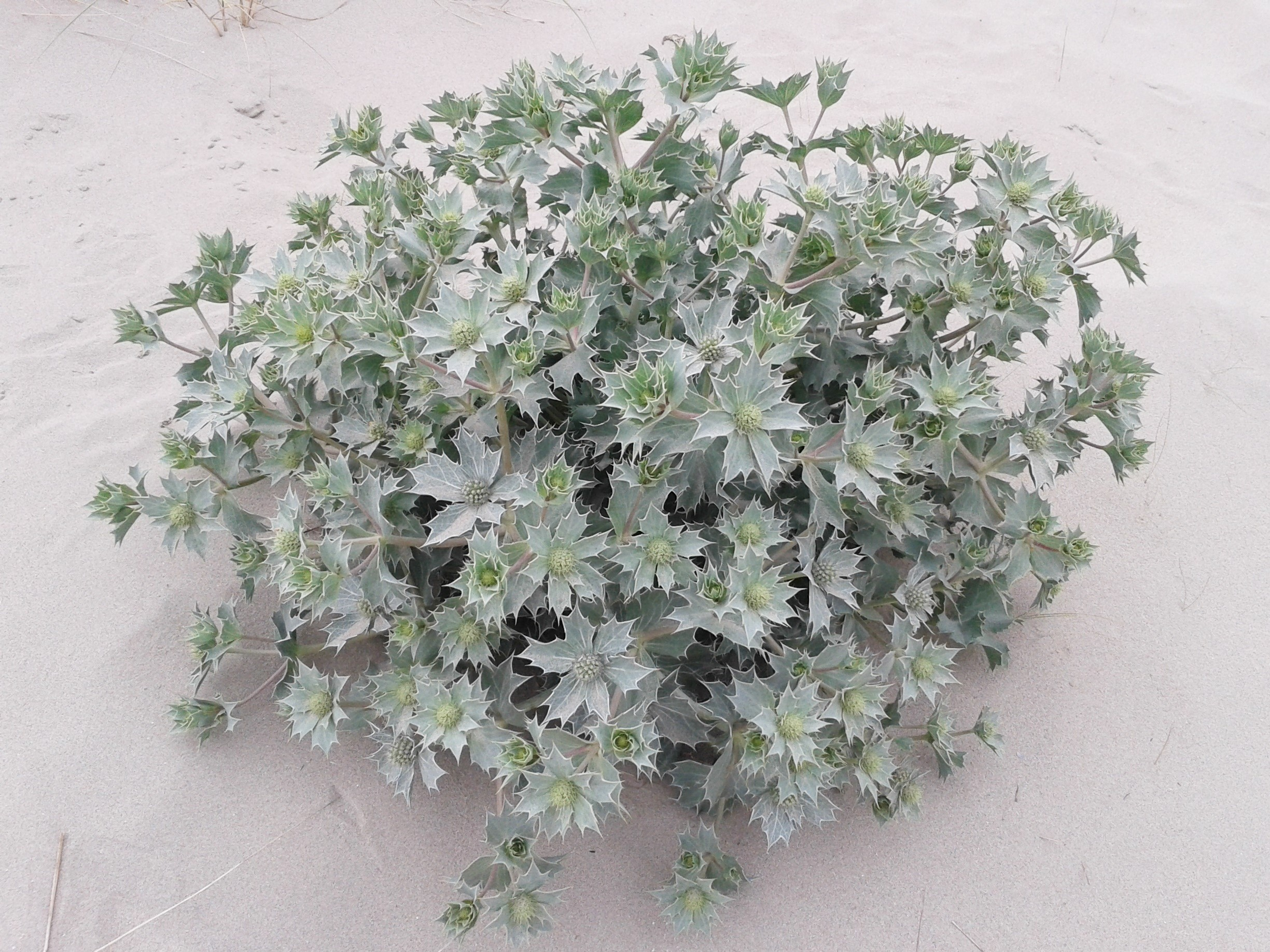
Pokrój rośliny

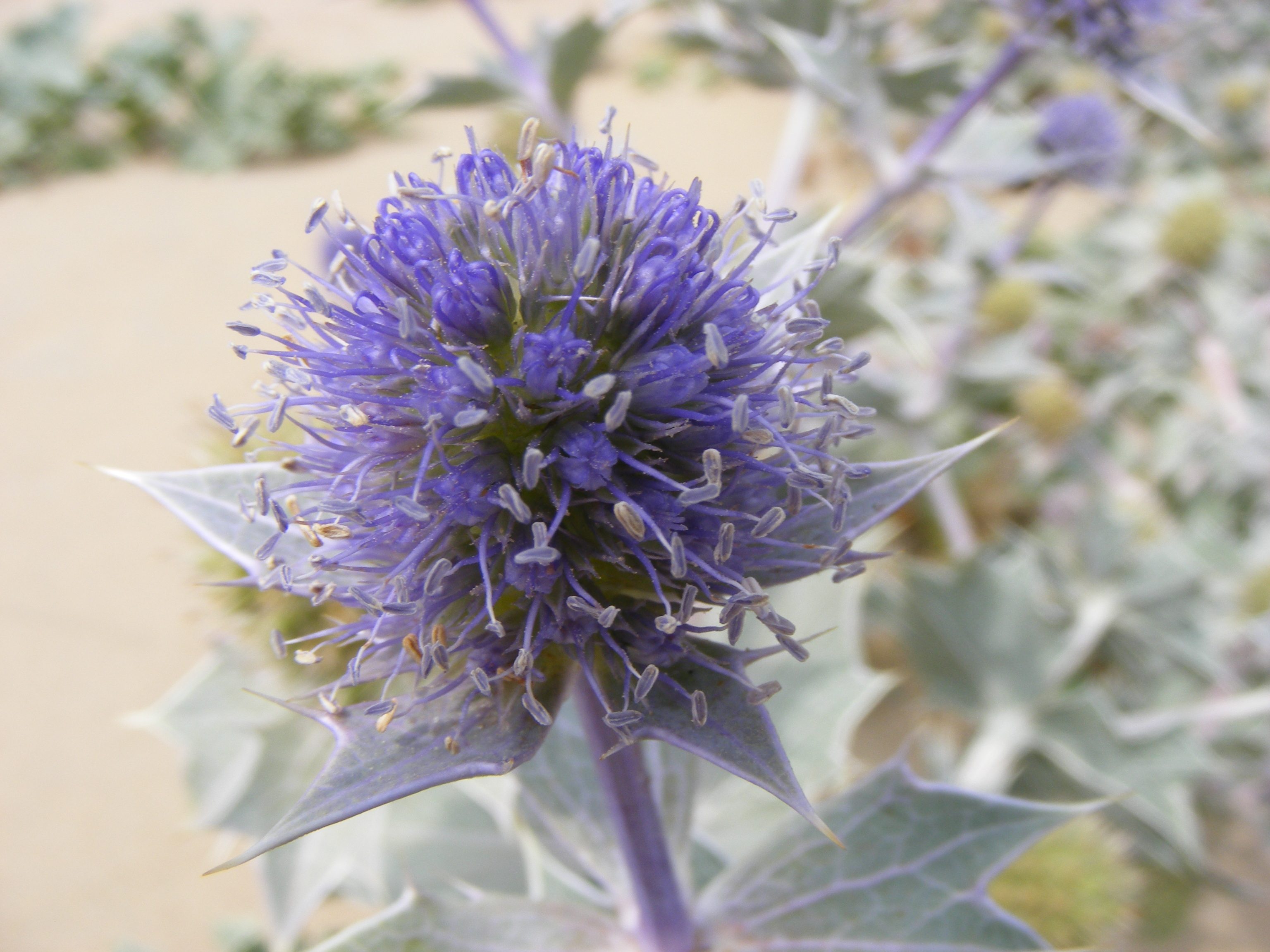
Kwiatostan

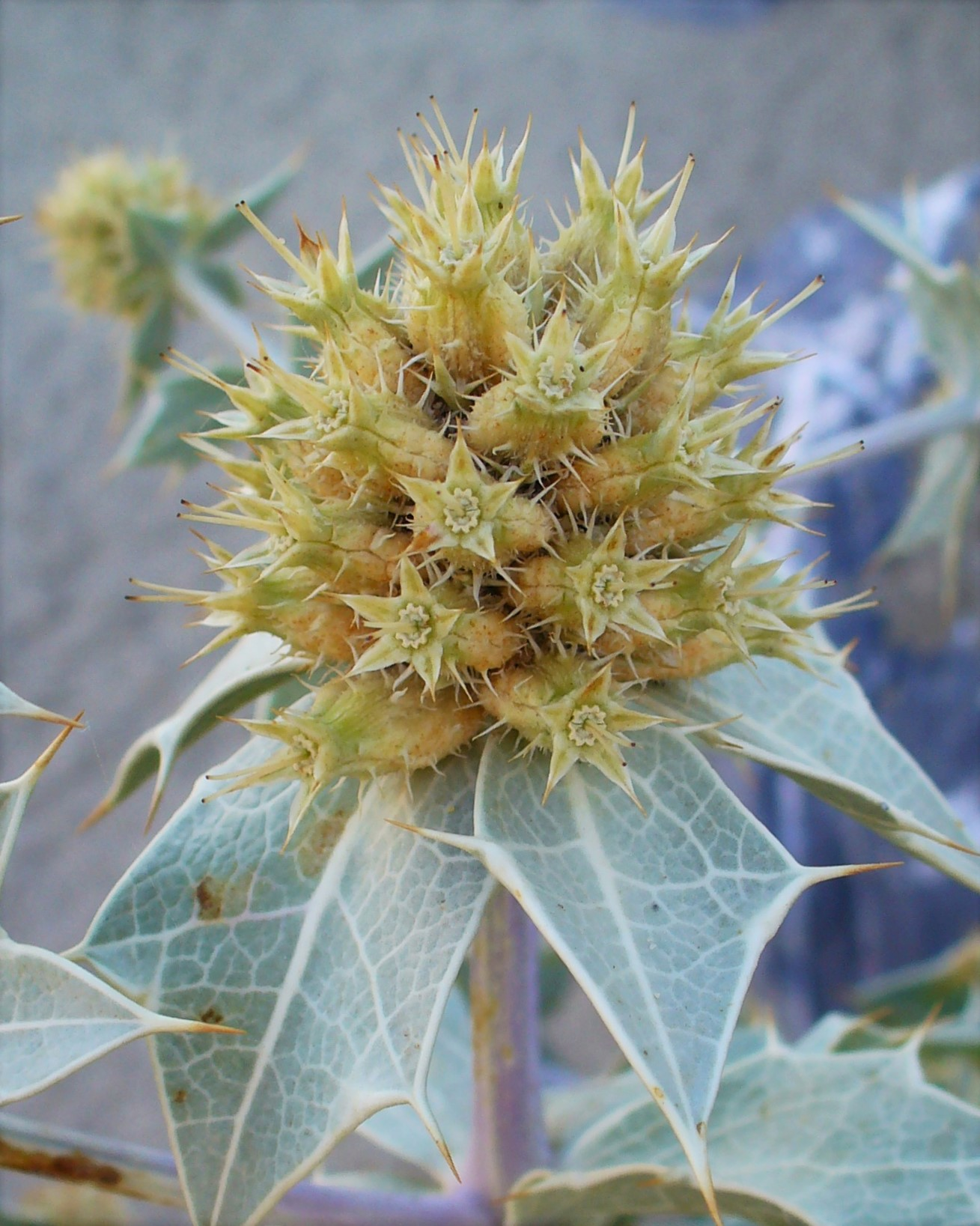
Owoce

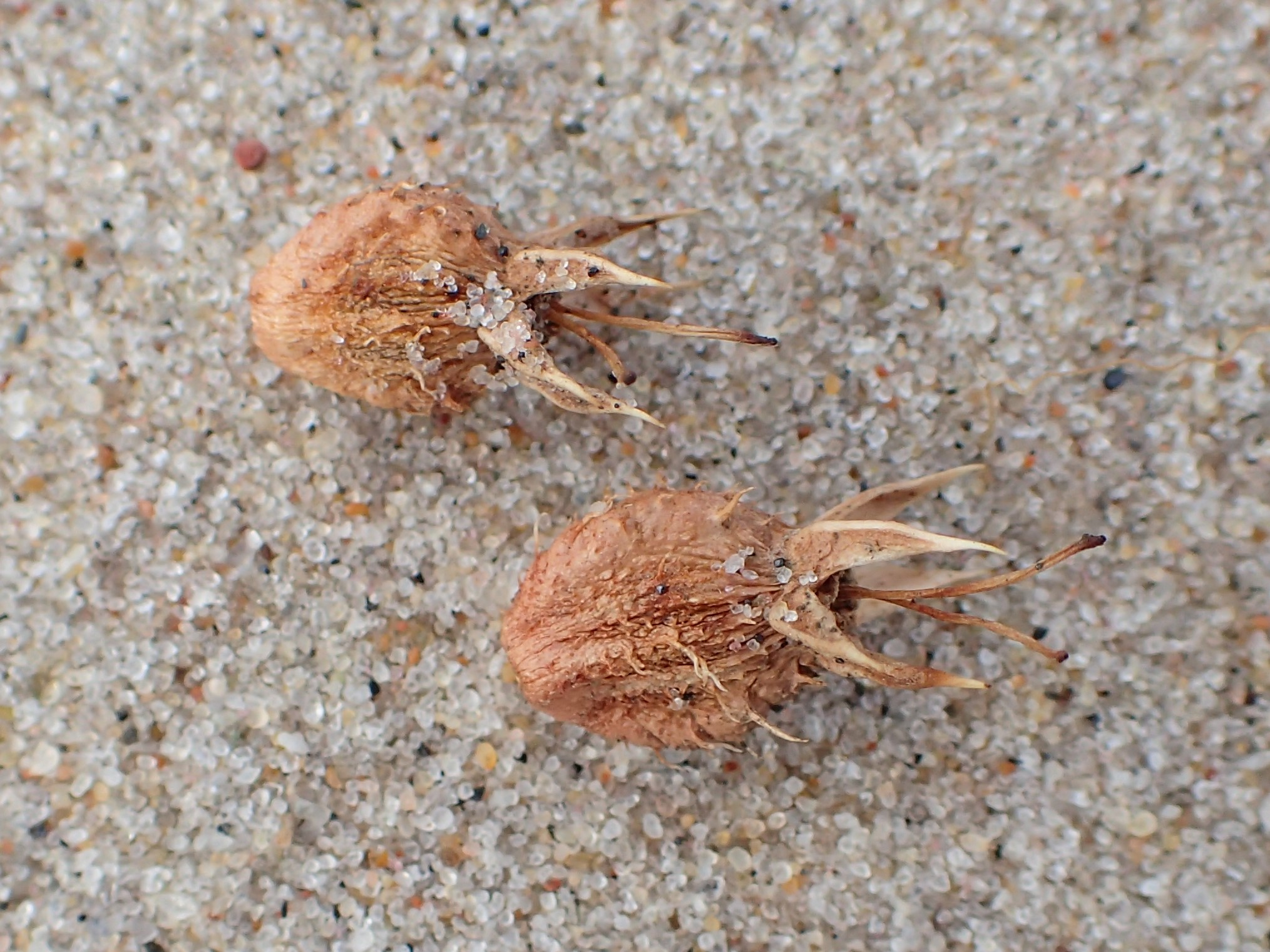
Owoce

PokrójRoślina zielna osiągająca od 15 do 100 cm wysokości, najczęściej od 30 do 60 cm. Młode i wegetatywne okazy nie przekraczają 15 cm wysokości. Rośliny nagie, blado lub sinozielone, w górze bywają ametystowo nabiegłe.
Organy podziemneSilnie rozwinięty korzeń palowy osiągający w przypadku starszych roślin 3–5 cm średnicy w górnej części. Na głębokość sięga 3–5 m (najczęściej ok. 1,5 m). Poziomo odchodzące boczne korzenie sięgają na 1 m w bok i są słabo rozgałęzione. Korzenie są esowato powyginane, jasnobrązowe i bardzo kruche – łatwo się łamią. Z zasypywanej przez piaski nasady łodygi wyrastają walcowate, grube, pełzające i długie kłącza, według niektórych autorów rzadko spotykane i przynajmniej w niektórych populacjach nieobecne.
ŁodygaTęga, u nasady do 1 cm średnicy. W dole często przysypana piaskiem i podobna do korzenia. Przyrasta corocznie w zależności od ilości nawianego piasku od 0 do 20 cm. W górze silnie rozgałęziona, co w efekcie nadaje roślinie kępiasty pokrój.
LiścieOdmienne w dolnej części pędu i górnej. Liście odziomkowe, których jest kilka, mają długie ogonki liściowe o zgrubiałych nasadach. Blaszka liściowa jest nerkowato okrągława, 3–5 razy wrębna i ząbkowana, z ząbkami trójkątnymi, zwieńczonymi kolcem. Blaszka osiąga 4–10 cm długości i 15–20 cm szerokości, u nasady jest ucięta lub sercowata. Użyłkowanie liścia wyraźne. Liście łodygowe sukcesywnie z coraz krótszym ogonkiem, z nasadą klinowatą i blaszką głębiej podzieloną. Górne liście są siedzące i obejmują łodygę.
KwiatyZebrane po 25–50 w gęste, kulistawe do jajowatych kwiatostany główkowate, które zebrane są po 3–5 w pozorne baldachy na końcach pędów. Szypuły kwiatostanowe osiągają 3,5–5 cm. Podsadek kwiatostanowych jest 5–7, są liściopodobne, odwrotnie jajowate lub eliptyczne, u nasady klinowate, a w górze z trójkątnymi łatkami zakończonymi kolcami. Przysadki osiągają do 4 mm długości, są trójkończyste, niebieskopurpurowe, dłuższe od obupłciowych kwiatów rozwijających się w ich kątkach. Kwiaty 5-krotne, na ogół obupłciowe. Kielich sinawy, z jajowato lancetowatymi ząbkami wybiegającymi w kolec o długości do 4–6 mm. Płatki korony jasnoniebiesko-białawe, długości do 4 mm, wycięte na szczycie. Krążek miodnikowy rozszerza się i otacza brzegiem dwie szyjki dolnego słupka. Pręcików jest 5, o żółtych pylnikach i sinych lub purpurowych nitkach.
OwoceJajowate i spłaszczone rozłupnie, o długości do 8–14 mm, rozpadające się na dwie jednonasienne rozłupki. Na grzbietach z niewielkimi kolcami, poza tym pokryte wąskimi, białymi łuskami. Ponieważ zalążnia jest dolna, a kielich trwały – na szczycie owocu zachowują się działki. Owoce zawiązują się głównie w górnej części główek kwiatostanowych, najliczniej na młodych roślinach z pojedynczymi kwiatostanami (może u nich powstać do 100 lub nawet 150 owoców z jednego kwiatostanu), następnie w kwiatostanach szczytowych (średnio 35 owoców), a najsłabiej owocują kwiaty w główkach powstających na bocznych odgałęzieniach pędu starszych roślin (średnio 17 owoców). Pojedyncza silnie rozrośnięta roślina może w jednym sezonie wytworzyć około 750 owoców, wyjątkowo do 4,5 tysiąca. Masa pojedynczego nasiona wynosi średnio 17,5 mg, a waha się od 11,5 do 25,8 mg.

## Biologia
Bylina, hemikryptofit. Rośnie w bardzo zróżnicowanych liczebnie populacjach, od składających się z pojedynczych okazów po takie liczące tysiące roślin, przy czym wielkość populacji nie jest ściśle skorelowana z rzadkością występowania w danym obszarze – nawet na obszarach, gdzie gatunek ma nieliczne stanowiska – w odpowiednich warunkach tworzyć może bardzo liczne populacje. 

### Rozwój
Mikołajek nadmorski należy do bylin długowiecznych. Przeżywalność młodych roślin nie jest wielka (tylko 26–37% kontynuuje wzrost w kolejnym roku), ale już w przypadku okazów starszych, silniej rozrośniętych, szanse na przeżycie wynoszą 70–100%. Najstarsze rośliny w populacjach osiągają zwykle 10–15 lat, czasem nawet 30 lat i więcej. Większe zróżnicowanie wiekowe występuje w populacjach w południowej części zasięgu. Młode rośliny i siewki są tam częste, podczas gdy w północnej części zasięgu produkcja nasion i przeżywalność siewek jest wyraźnie mniejsza, a gatunek rozmnaża się tu głównie wegetatywnie. Dzieje się tak w wyniku rozwoju pędów na końcach rozłogów i z fragmentów korzeni, które mogą być także przenoszone przez morze. Rośliny potomne wyrastają zwykle do 2–3 m od rośliny macierzystej, z którą połączone są czasem głęboko pod powierzchnią terenu. W miarę przysypywania piaskiem i wzrostu roślin, usamodzielniają się one tracąc z czasem połączenie ze sobą. Ramety (ukorzenione pędy będące klonami tej samej rośliny) stwierdzono rosnące w odległości nawet kilkunastu metrów od siebie. Na niektórych stanowiskach wszystkie okazy mikołajka bywają w istocie pędami tej samej rośliny.
Roślina co roku wypuszcza najpierw jeden lub kilka liści odziomkowych. Po rozwinięciu liści odziomkowych spomiędzy nich wyrasta pęd kwiatostanowy, rozgałęziający się w górze. Część nadziemna rośliny co roku obumiera, przy czym nad Morzem Śródziemnym następować to może już w sierpniu, a w północnej części zasięgu – późną jesienią. 
Kwitnienie
Kwitnąć zaczynają rośliny czasem już w drugim roku życia, jednak na ogół dopiero po osiągnięciu wieku 4–6 lat. Im większa akumulacja piasku na stanowisku, tym bardziej opóźnione jest pierwsze kwitnienie. Kwitnienie następuje z różną intensywnością w różnych latach, na co wpływ ma dostępność biogenów, wystąpienie ekstremalnych temperatur i okresów suchej pogody w okresie wiosny i wczesnego lata. Zdarzają się rośliny, które kwitną tylko jeden raz, inne zakwitają regularnie.
Mikołajek nadmorski zaczyna kwitnąć, gdy średnie temperatury maksymalne dnia zaczynają przekraczać 18 °C. W Europie Północno-Zachodniej i Środkowej kwitnie w efekcie od czerwca do sierpnia (rzadko nawet do października), podczas gdy w basenie Morza Śródziemnego już od kwietnia i maja. Tu też kwitnienie trwa w efekcie dłużej niż w północnej części zasięgu. Kwitnienie zaczynają kwiaty w dolnej części kwiatostanów, następnie sukcesywnie rozwijają się kolejne, na końcu kwitną kwiaty szczytowe. Kwiaty są protandryczne – najpierw dojrzewają pylniki, a słupki są gotowe na przyjęcie pyłku 3–5 dni później. Dzięki temu kwiaty zapylane są zwykle krzyżowo, ale samozapylenie też jest możliwe. Rośliny wabią zapylaczy barwnymi kwiatami skupionymi w główki, zabarwionymi przysadkami oraz nektarem wydzielanym w miodnikach, cechującym się dużą zawartością glukozy (ponad 2%). Produkcja pyłku jest stosunkowo niewielka. Zapylenia dokonują owady różnych grup systematycznych, z reguły stosunkowo duże lub średniej wielkości, ponieważ by dostać się do wnętrza kwiatu muszą rozchylić zagięte do wnętrza płatki korony. Zapylaczami są: błonkoskrzydłe (kwiaty mikołajka są preferowane przez Colletes floralis, ale odwiedzają je różne pszczołowate, grzebaczowate, otrętwiaczowate, miesierkowate, smuklikowate), muchówki, motyle, chrząszcze (kwiaty mikołajka preferowane są zwłaszcza przez gliczycę jednorożca Notoxus monoceros i Macrosiagon tricuspidatum) i pluskwiaki różnoskrzydłe. 
Rozsiewanie

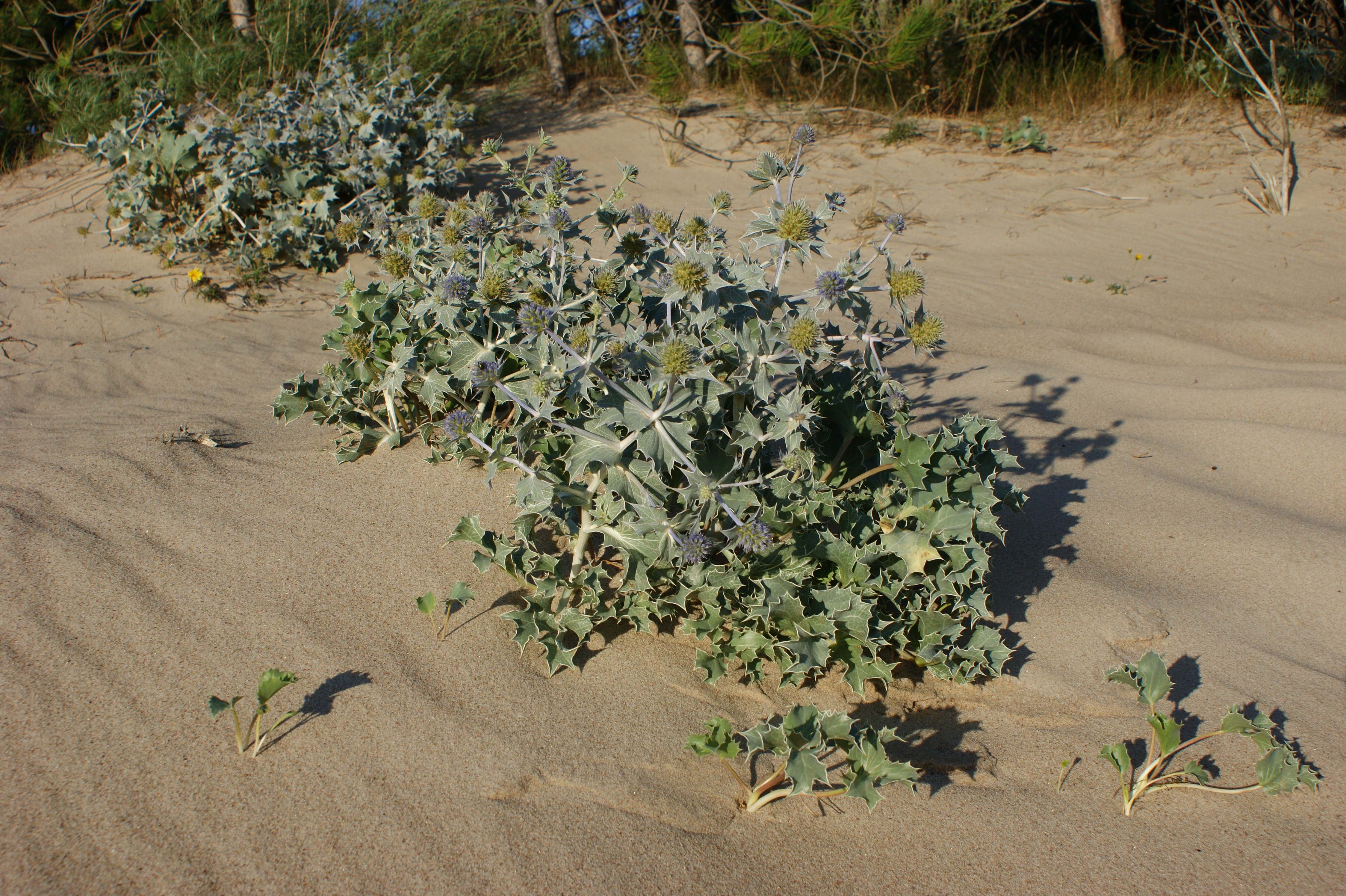
Stare okazy mikołajka otoczone wegetatywnymi odroślami

Nasiona dojrzewają w ciągu średnio 79 dni od rozpoczęcia kwitnienia, nad Bałtykiem następuje to w końcu września i w październiku. Owoce rozsiewane są głównie przez wiatr. Pozostają one długo na roślinie, której pęd nadziemny z końcem sezonu zasycha, łatwo się odłamuje i może być toczony przez ruchy powietrza (gatunek należy do biegaczy wydmowych, chamaechorów). Przystosowanie to jest typowe dla roślin zasiedlających rozległe obszary wydmowe i pustynne, w przypadku gdy niezalesione wydmy stanowią bardzo wąskie pasmo terenu (np. nad Bałtykiem w wyniku ich zalesiania) pędy mikołajka z owocami często wwiewane są do lasów, gdzie rośliny nie mogą się rozwijać. Nasiona rozprzestrzeniane są także przez morze. Mogą one unosić się w wodzie do dwóch tygodni (przechłodzone nasiona toną szybciej) dzięki luźnej budowie tkanek i obecności ciałek olejowych oraz zwiększeniu powierzchni owocu za pomocą haczyków, łusek i trwałych działek kielicha. Najczęściej jednak pływają przez 2 do 4 dni. Ponad połowa nasion zachowuje wciąż zdolność do kiełkowania po 36–40 dniach pobytu w wodzie morskiej. Z powodu haczyków na owocach prawdopodobne jest także przenoszenie owoców przez zwierzęta (drobne ssaki i ptaki), ale nie zostało to udokumentowane. 
Kiełkowanie
Stosunkowo dużo nasion jest płonnych – od ok. 11 do 34%, czasem nawet 60%. Stosunkowo też mały jest udział nasion kiełkujących, który wynosi czasem tylko 5 do 11%. Tak mały udział nasion kiełkujących tłumaczy silnie sklerenchymatyczna owocnia, która w suchym piasku często nie jest w stanie zwilgotnieć na tyle by umożliwić jej rozerwanie. W warunkach kontrolowanej uprawy udział nasion kiełkujących jest zwiększany dzięki ich stratyfikacji. Gatunek tworzy glebowy bank nasion zachowujący zdolność do kiełkowania przez co najmniej trzy lata. 36% nasion kiełkuje w pierwszym roku, 11% w drugim i 1,5% w trzecim. W środowisku naturalnym w północnej części zasięgu (m.in. w Polsce) mikołajek rozmnaża się głównie wegetatywnie, większość bowiem siewek tego gatunku ginie w pierwszym roku. 
Kiełkowanie jest epigeiczne i następuje późną wiosną oraz na początku lata. Tempo tego procesu jest bardzo zmienne, prawdopodobnie ze względu na wpływ warunków termicznych. Liścienie rozwijają się po 1–3 miesiącach po rozpoczęciu kiełkowania. Mają pochwowatą, zbiegającą nasadę, kształt eliptycznolancetowaty i zaokrąglony koniec. Osiągają 7,5 do 9 mm długości, są nagie i nieco skórzaste. Pierwszy liść rozwija się po 1,5–4 miesiącach, a drugi po 2–5 miesiącach. W ciągu 4–7 miesięcy po kiełkowaniu rozwijają się zwykle 3–4 liście odziomkowe, rzadko 5–6. U rocznej rośliny międzywęźla są bardzo ścieśnione, a liście niewielkie. Pierwsze liście osadzone są na nagich ogonkach o długości 3–10 mm, ich blaszka jest naga, skórzasta i jajowata, z nasadą zbiegająco-zaokręgloną i trójklapowym szczytem (końce klap ostre). Korzeń pierwotny grubieje i zmienia się w korzeń palowy w ciągu kilku tygodni. Rozwinięcie w pierwszym sezonie wegetacyjnym odpowiednio dużego, spichrzowego korzenia jest kluczowym czynnikiem dla przetrwania młodej rośliny. Większość roślin kiełkujących późno, a zwłaszcza kiełkujących jesienią – obumiera. 

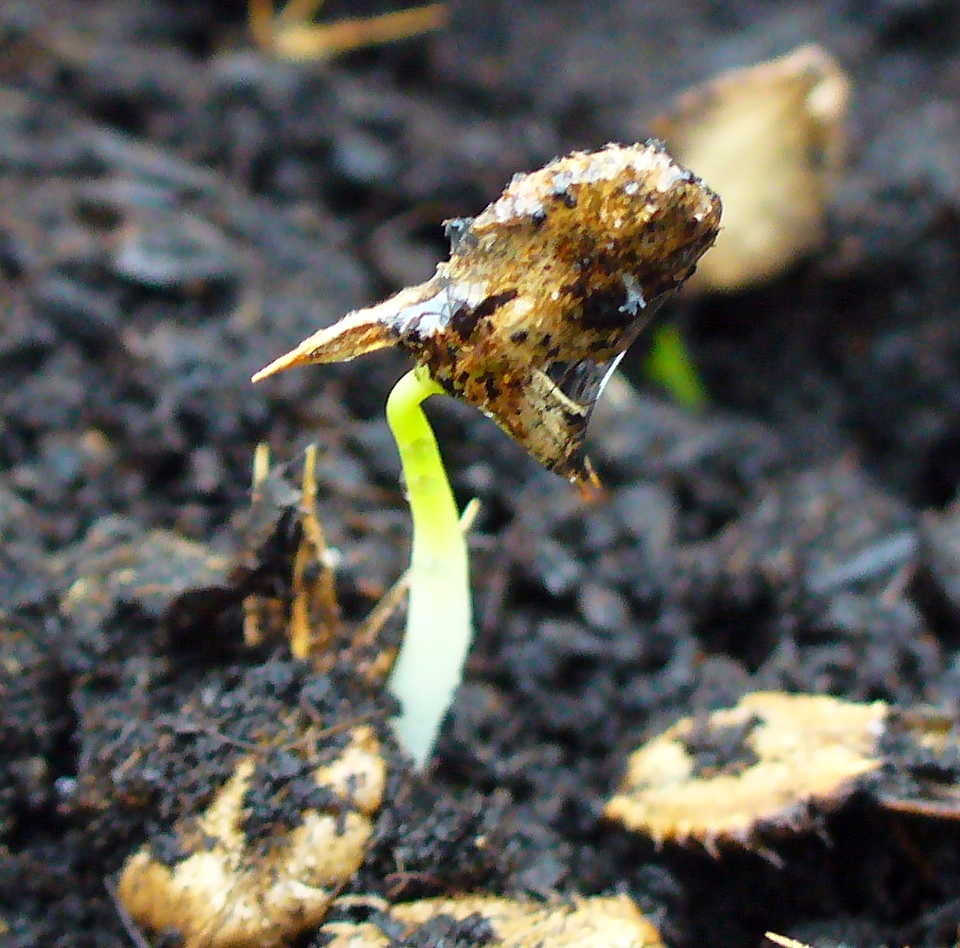
Kiełkujące nasiono z liścieniami w łupinie
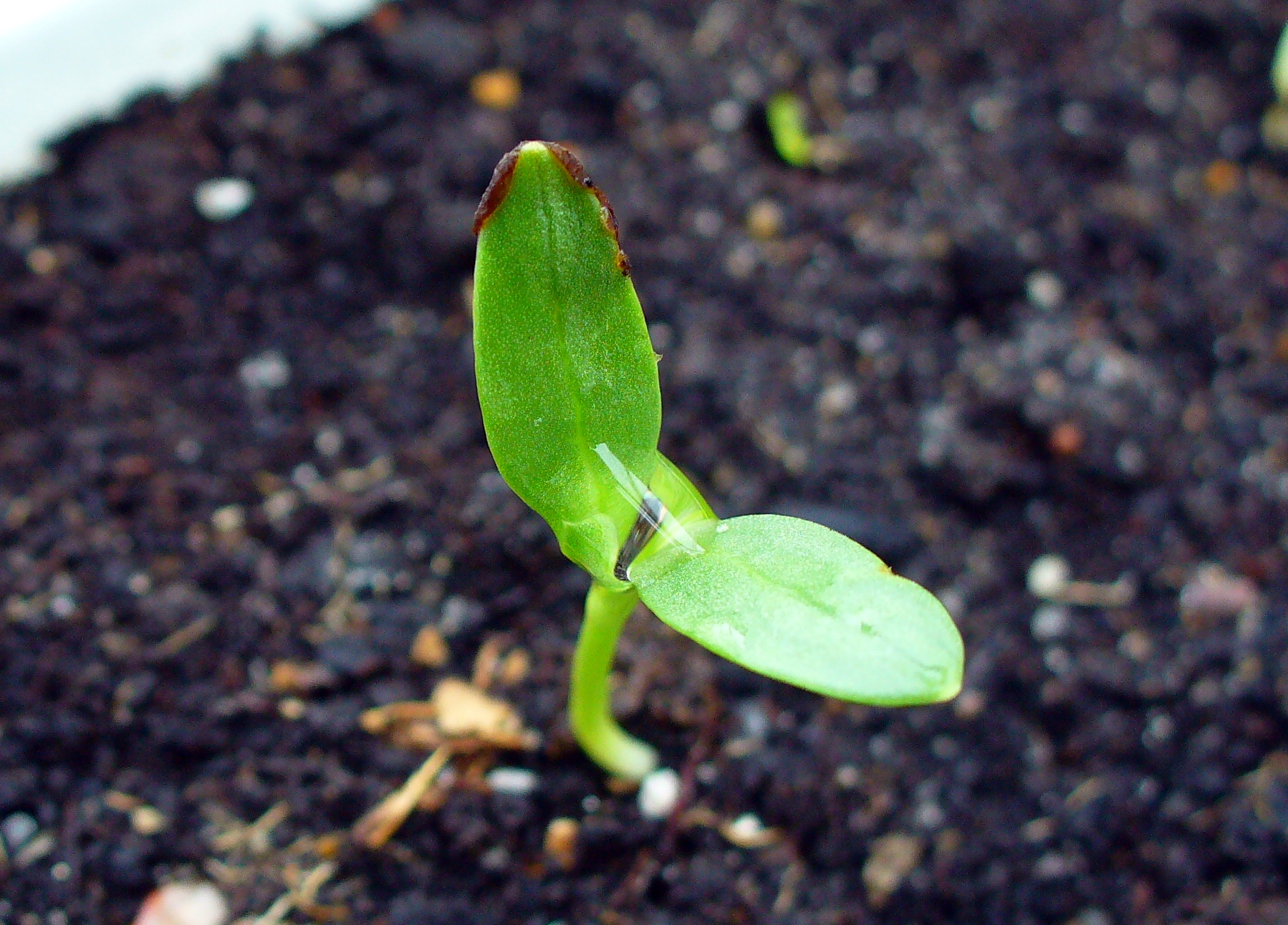
Siewka z liścieniami
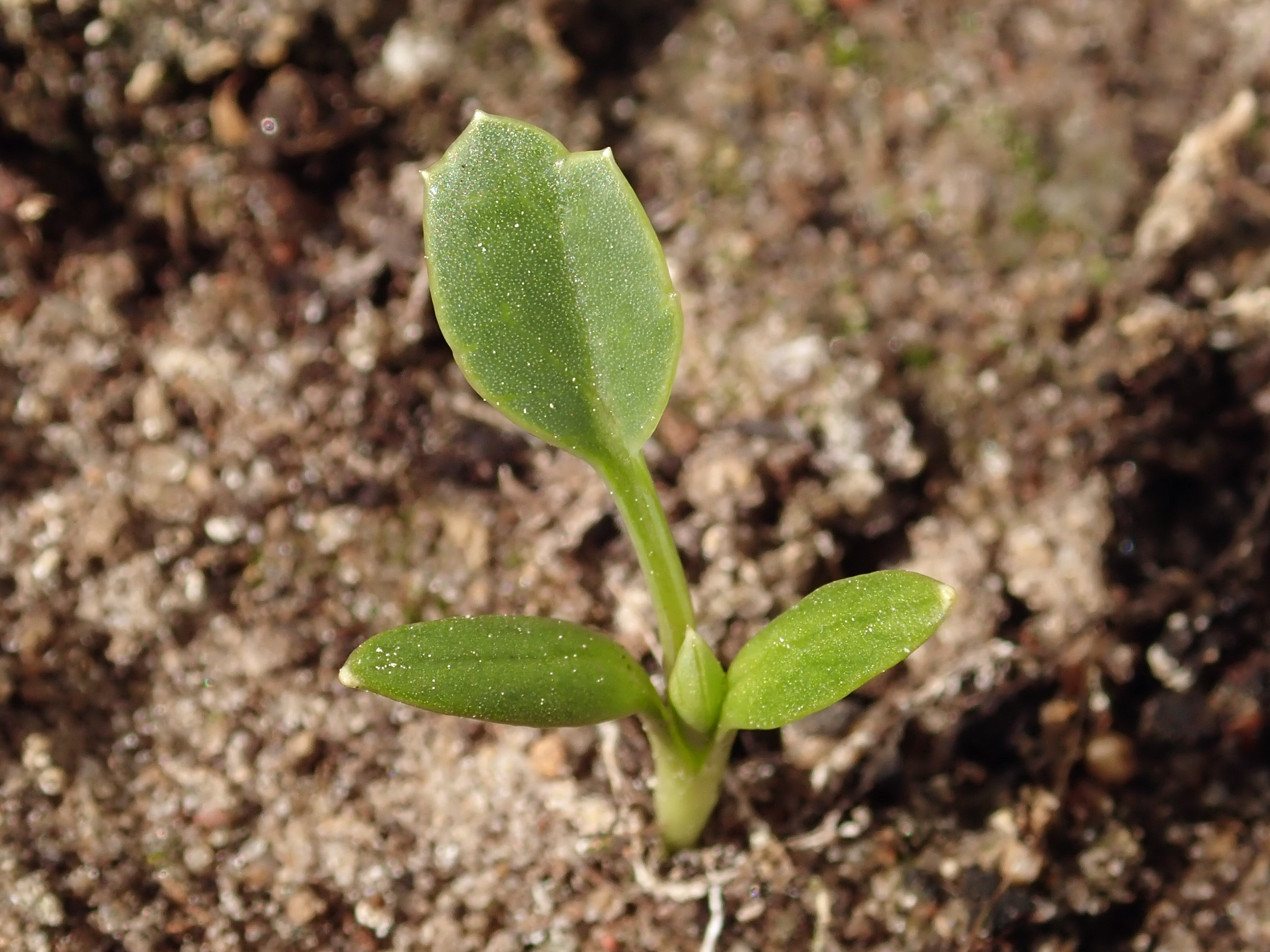
Siewka z pierwszym liściem
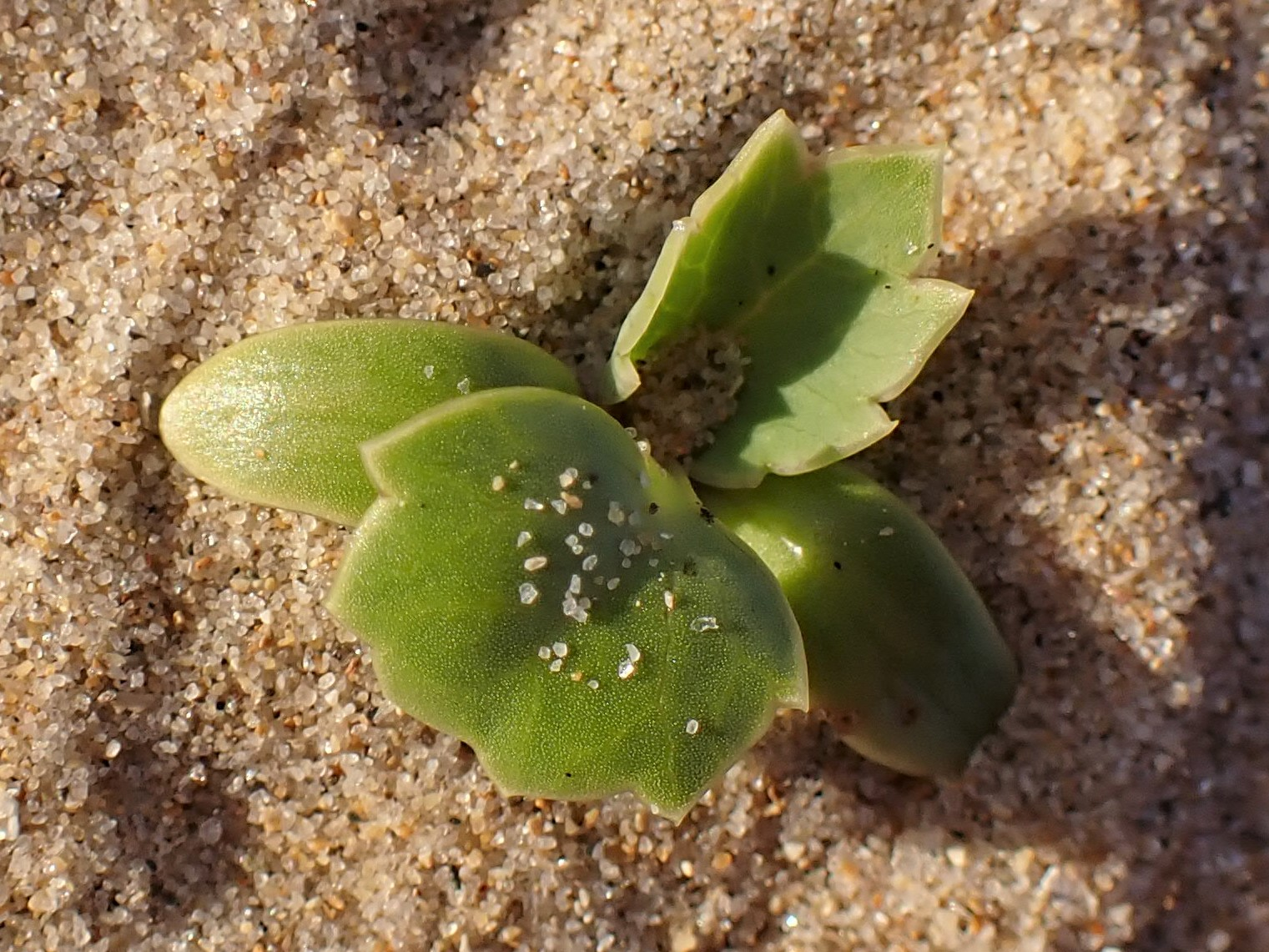
Siewka

### Genetyka
Gatunek ma liczbę chromosomów wynoszącą 2n = 16. Duży stopień heterozygotyczności tłumaczony jest tym, że prawdopodobnie jest to tetraploid z podstawową haploidalną liczbą chromosomów wynoszącą x = 4. Najbardziej zróżnicowane genetycznie są populacje z basenu Morza Śródziemnego, co interpretowane jest jako dowód na funkcjonowanie tego obszaru jako refugium gatunku w okresie zlodowacenia północnopolskiego (115–15 tys. lat temu). Populacje z wybrzeży atlantyckich i bałtyckich cechują się niewielkim i malejącym zróżnicowaniem genetycznym im dalej od Gibraltaru; w obrębie wybrzeży bałtyckich jest ono szczególnie małe. Dystans genetyczny między tutejszymi populacjami potwierdza ich dyspersję z zachodu wraz z dominującymi wiatrami i prądami morskimi.

### Cechy fitochemiczne
Podobnie jak inni przedstawiciele rodzaju mikołajek (Eryngium) także ten gatunek zawiera szereg aktywnych biologicznie metabolitów wtórnych. W części nadziemnej są nimi flawonoidy, poliacetyleny i olejek eteryczny, a w korzeniach saponiny triterpenowe i glikozydy monoterpenowe. W całej roślinie obecne są kwasy fenolowe, a kumaryny w owocach i korzeniach, poza tym roślina zawiera betainy i taniny.
Saponiny występują w kompleksach z estrami glikozydów triterpenowych i kwasów fenolowych, takich jak kwas rozmarynowy, chlorogenowy i kawowy. Spośród flawonoidów zidentyfikowano flawonole (kwercetynę i kemferol) oraz poliacetyleny (falkarinol, falkarinon i falkarinolon). O ile generalnie w rodzinie selerowatych (baldaszkowatych) olejki eteryczne występują często i w dużych ilościach, o tyle w roślinach z podrodziny Saniculoideae występują niezbyt obficie. U mikołajka nadmorskiego najwięcej jest olejku w nasionach – 31%. Zawiera on dziesiątki zidentyfikowanych związków i ma bardzo zróżnicowany skład w zależności od organu.

## Ekologia

### Wymagania klimatyczne
Roślina światłolubna, chroniona jest przed silnym nasłonecznieniem przez wielowarstwową tkankę miękiszową po obu stronach liścia, pokrycie liści woskami i ich jasną, srebrzystoniebieskawą barwę.
Ze względu na mięsistą budowę jest to nieco gruboszowaty kserofit. Gruba warstwa wosków chroni roślinę przed nadmierną utratą wody. Zarówno na górnej, jak i dolnej stronie liścia znajduje się dwuwarstwowa epiderma z komórkami o grubych ścianach. Sięgający głęboko korzeń palowy starszych roślin pozwala sięgnąć do lustra słodkiej wody gruntowej, a przy tym jest organem pozwalającym na magazynowanie wody, z której roślina korzysta w okresach suszy. Młode rośliny są bardziej wrażliwe na okresy suszy, a ponadto zasolenie wód w górnej części profilu, typowe dla obszarów nadmorskich, utrudnia im pobieranie wody.  
Mikołajek związany jest z obszarami o łagodnych zimach. Jego północną granicę wyznacza izoterma stycznia wynosząca 8 °C i lipca wynosząca 14 °C, ale też izoterma stycznia o wysokości 0 °C w południowej Skandynawii i 4,7 °C na Wyspach Brytyjskich. O ile pędy nadziemne starszych roślin najwyraźniej tolerują mrozy, o tyle siewki i młode pędy są na nie wrażliwe i jest to najwyraźniej jeden z głównych czynników ograniczających zasięg gatunku, obok długości okresu wegetacyjnego. Niższe temperatury i wyższe opady na wyższych szerokościach geograficznych skutkują niższą aktywnością fizjologiczną roślin tego gatunku i odpowiadają także za większą rolę rozmnażania wegetatywnego niż generatywnego. 

### Wymagania glebowe

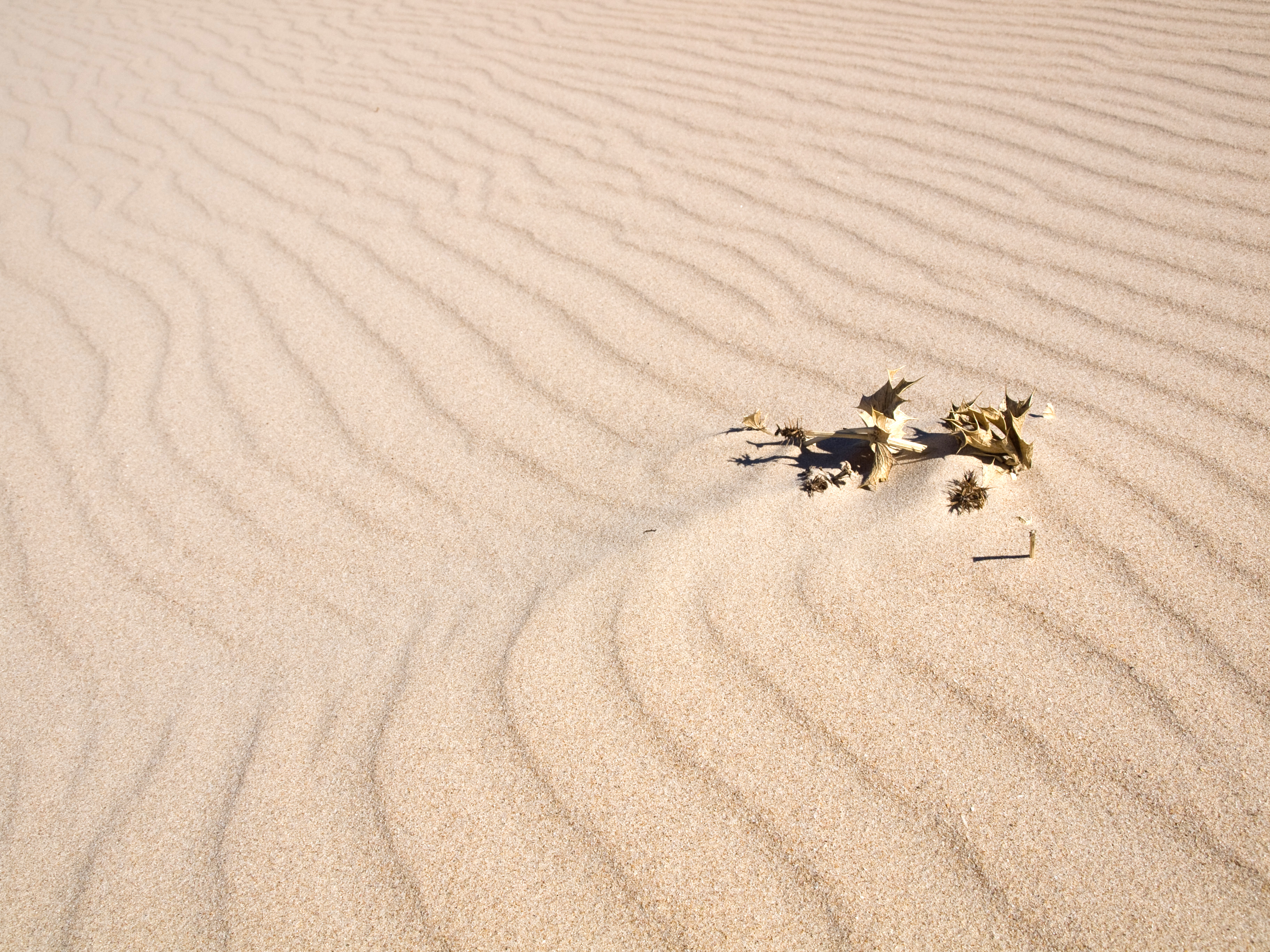
Mikołajek nie znosi większego tempa akumulacji niż 20 cm piasku rocznie

Mikołajek nadmorski jest gatunkiem związanym z wybrzeżem wydmowym, z siedliskami piaszczystymi (jest psammofitem) – rośnie na wydmach nadmorskich, zarówno inicjalnych, białych, jak i szarych, także na plażach i w suchych, wywianych (deflacyjnych) zagłębieniach międzywydmowych. Długie korzenie i kłącza przyczyniają się do stabilizacji wydm.
Wymaga gleby piaszczystej, ale rośnie też na żwirach, jeśli przemieszane są z piaskami. Na wybrzeżach skalistych notowany jest rzadko i tylko w miejscach, gdzie lokalnie następuje akumulacja piasku. Odczyn gleby na stanowiskach mikołajka waha się zwykle w granicach 6,9 do 8,5 pH, ale wyjątkowo osiąga nawet do 4,5 pH. Zawartość węglanu wapnia jest zmienna – wynosi od 2,7 do 18%. Zawartość materii organicznej w glebie jest z reguły niska i waha się od 0 do 1,3%. Gleby te są ubogie, choć czasem wzbogacane bywają warstwami osadów kidziny i zawartość potasu, azotu i fosforu może być bardzo duża (w ostatnim przypadku nawet do 1000 mg kg-1). Silne zasilenie w substancje odżywcze powoduje jednak zanikanie gatunku. Zarejestrowano np. ustępowanie tego gatunku w przypadku obecności na stanowisku kolonii mew i w efekcie dużej ilości ich odchodów. Zmienna jest zawartość chlorków na stanowiskach mikołajka – od kilkunastu do blisko 7 tys. mg kg-1. Stałą cechą na stanowiskach jest natomiast duża przepuszczalność gleby. Roślina dzięki sztywności pędów znosi ekspozycję na silne wiatry i przysypywanie piaskiem – na przysypanie reaguje silniejszym wzrostem ku górze. W przeciwieństwie jednak do wielu gatunków wydmowych mikołajek nie toleruje zasypania grubszą warstwą piasku i rośnie w miejscach o stosunkowo niezbyt intensywnej jego akumulacji (do 19–20 cm). W przypadku erozji nie toleruje odsłonięcia nasady pędu i korzenia na większą głębokość niż 18 cm.

### Fitosocjologia i interakcje międzygatunkowe
Fitosocjologia

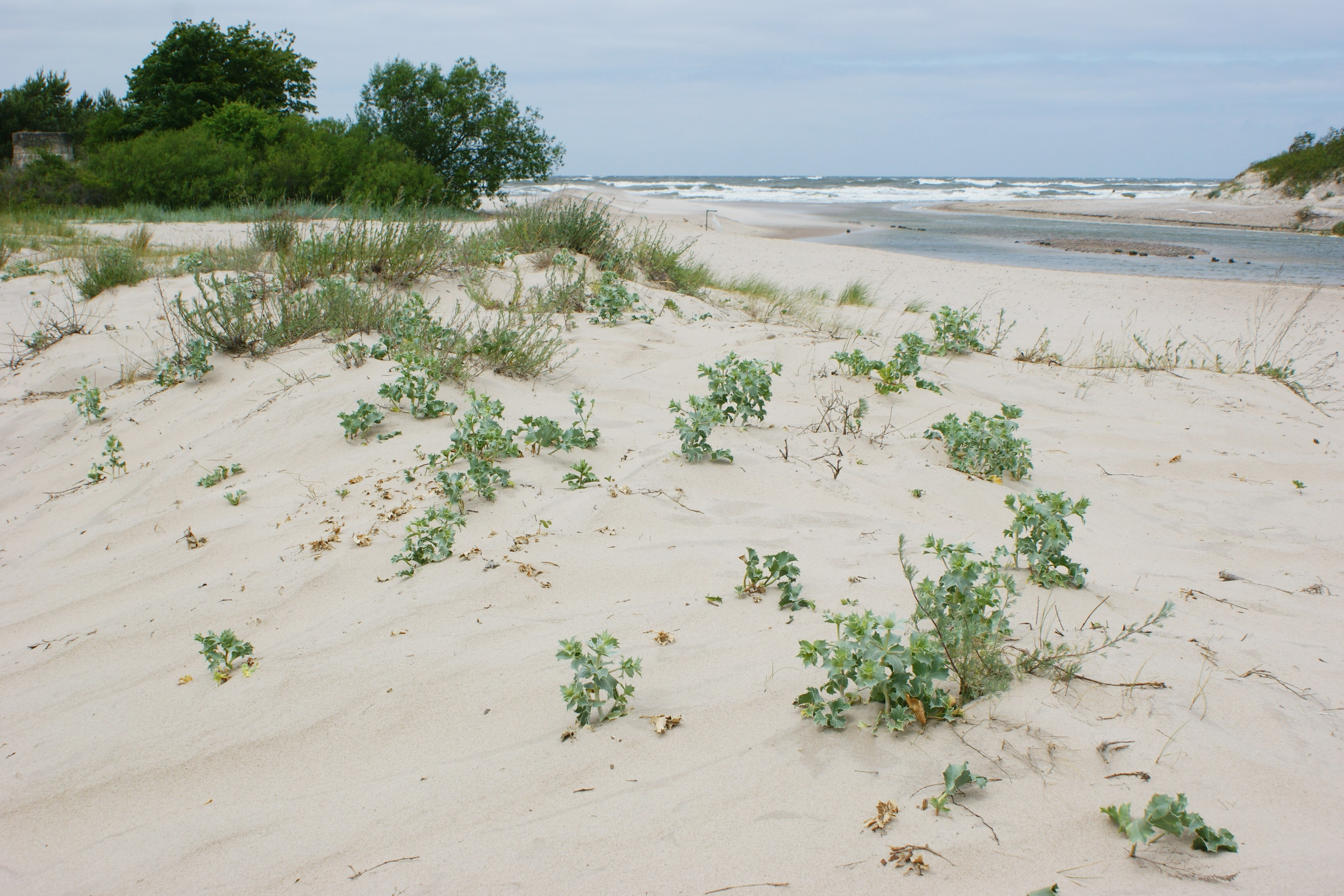
Mikołajek nadmorski na wydmach inicjalnych w Mielnie

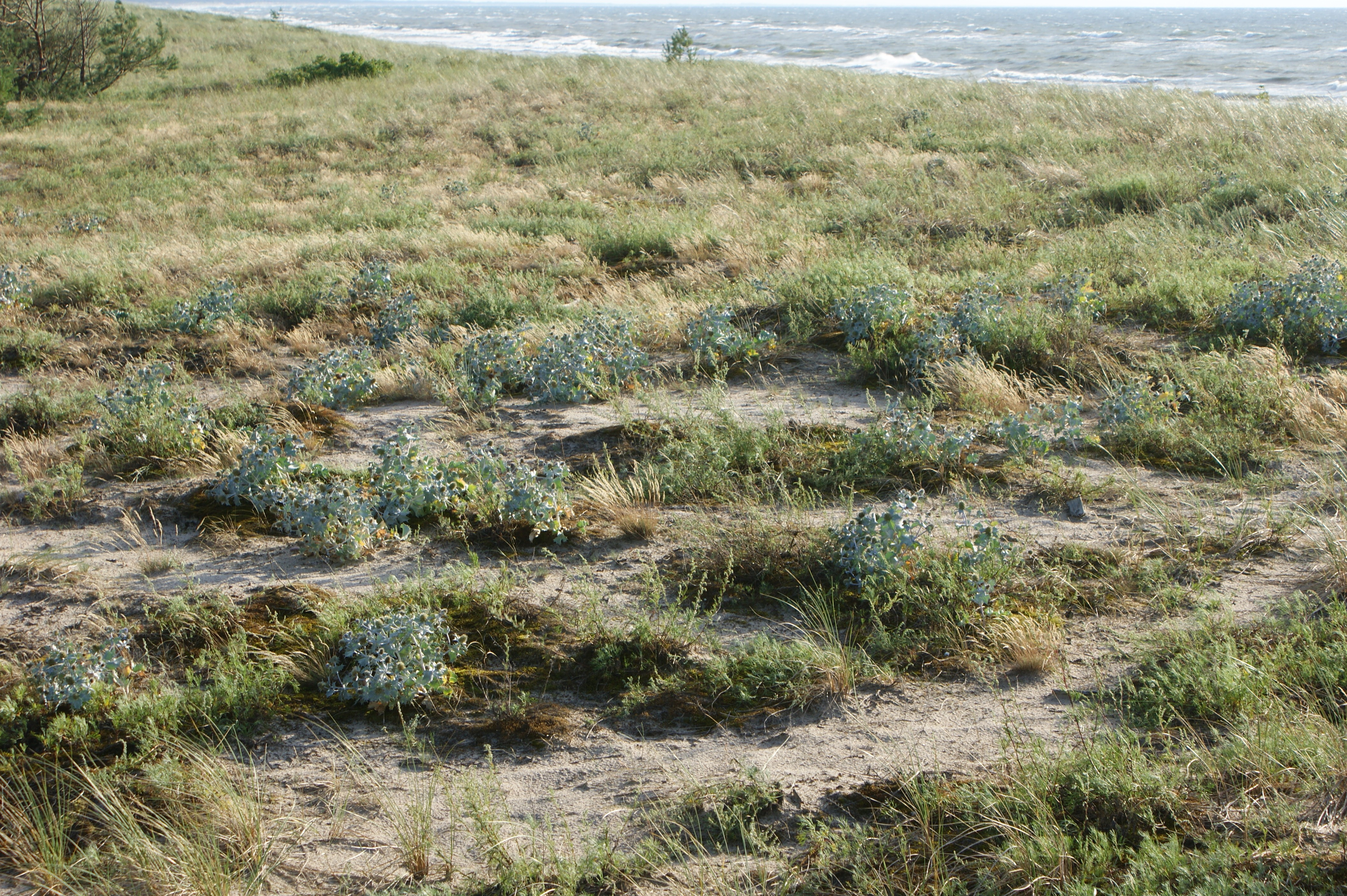
Mikołajek nadmorski na wydmie szarej pod Darłowem

W klasyfikacji zbiorowisk roślinnych Europy Środkowej gatunek charakterystyczny dla związku zespołów (All.) Ammophilion borealis. Występuje jednak w bardzo różnych zbiorowiskach roślinnych związanych z wybrzeżem wydmowym z klas Cakiletea maritimae, Honckenyo-Elymetea, Koelerio-Corynephoretea, Saginetea maritimae i Crithmo-Staticetea. Na plaży poza zasięgiem fal rośnie w zbiorowisku rukwieli nadmorskiej Cakile maritima i honkenii piaskowej Honckenya peploides. Na wydmach inicjalnych i białych mikołajek rośnie w zbiorowiskach z dominacją perzu sitowego Elymus farctus i wydmuchrzycy piaskowej Ammophila arenaria. Na wydmach szarych, w różnym stopniu ustabilizowanych, rośnie w bogatszych florystycznie zbiorowiskach murawowych w towarzystwie takich roślin jak: kostrzewa czerwona Festuca rubra, turzyca piaskowa Carex arenaria, fiołek trójbarwny Viola tricolor i in. W obszarach o łagodniejszym i cieplejszym klimacie mikołajek towarzyszy zbiorowiskom wydmowym z Calystegia soldanella, Euphorbia paralias i E. portlandica. Nad Morzem Śródziemnym poza ww. mikołajkowi towarzyszą zwykle: pankracjum nadmorskie Pancratium maritimum, Medicago marina, Achillea maritima, Echinophora spinosa. W części zachodniej Morza Śródziemnego i wokół Półwyspu Iberyjskiego częste w zbiorowiskach z mikołajkiem są takie gatunki jak: Aetheorhiza bulbosa, Helichrysum stocheas, Malcolmia littorea i Lotus creticus. Nad Morzem Czarnym najczęściej mikołajek towarzyszy takim gatunkom jak: Artemisia tchernieviana, Crambe maritima, Lactuca tatarica i Xanthium strumarium.
Konkurencyjne gatunki roślin

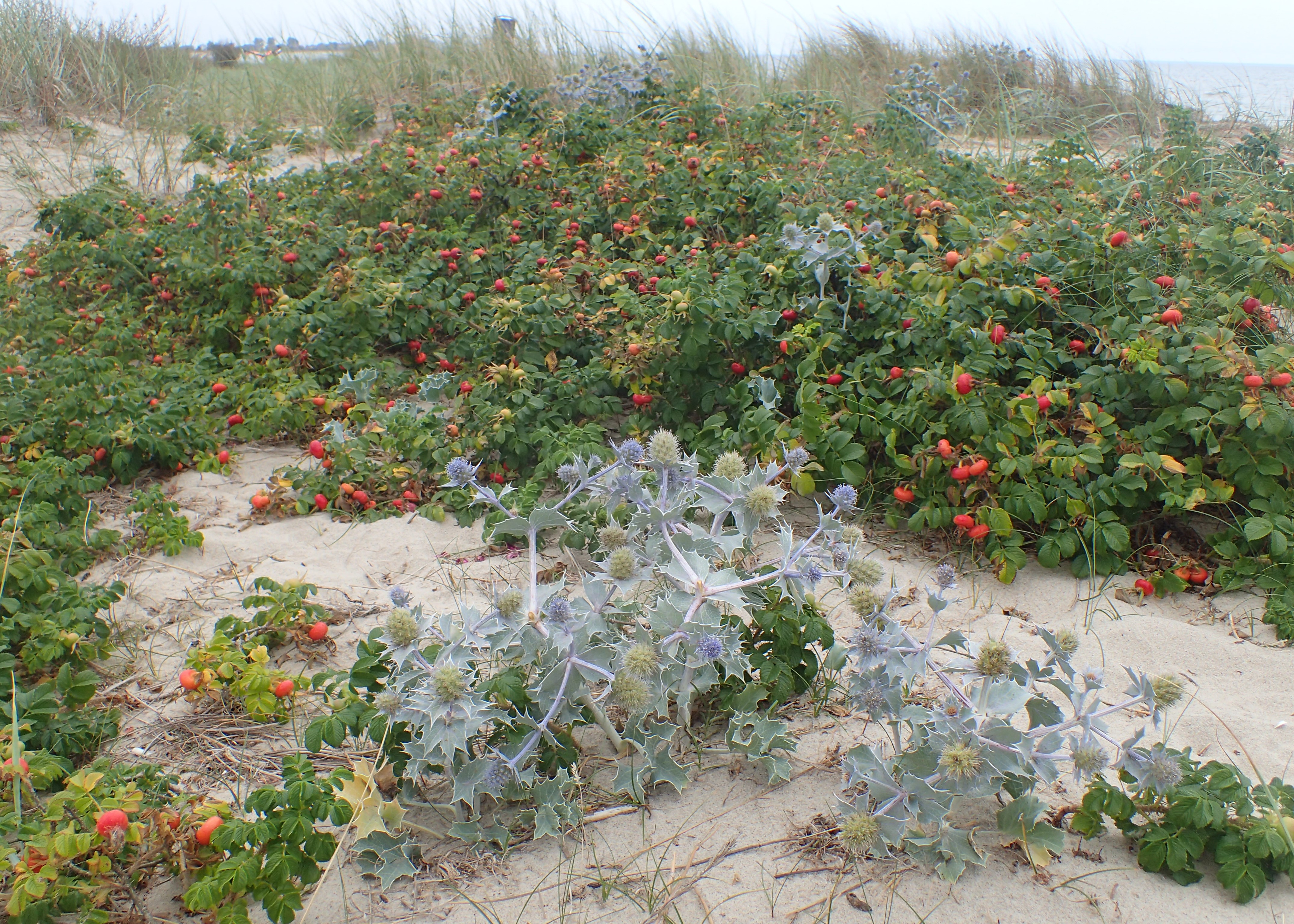
Stanowisko mikołajka zarastane przez inwazyjną różę pomarszczoną

Mikołajek nadmorski źle znosi konkurencję innych roślin z powodu zacienienia. Wypierany jest przez gatunki zielne tworzące gęste darnie, np. w Europie Północno-Zachodniej i Środkowej przez turzycę piaskową, przez krzewy – wierzbę płożącą Salix repens i rokitnika zwyczajnego Hippophae rhamnoides oraz sosny Pinus sp. Wypierany jest także przez obce gatunki inwazyjne np. w Europie Północno-Zachodniej i Środkowej przez różę pomarszczoną Rosa rugosa, oliwnika wąskolistnego Elaeagnus angustifolia, wierzbę ostrolistną Salix acutifolia, w Europie Południowej przez Acacia longifolia (Portugalia), Carpobrotus edulis (zwłaszcza południowa Francja) i C. acinaciformis (Włochy), a nad Morzem Czarnym przez amorfę krzewiastą Amorpha fruticosa.
Roślinożercy i wydeptywanie

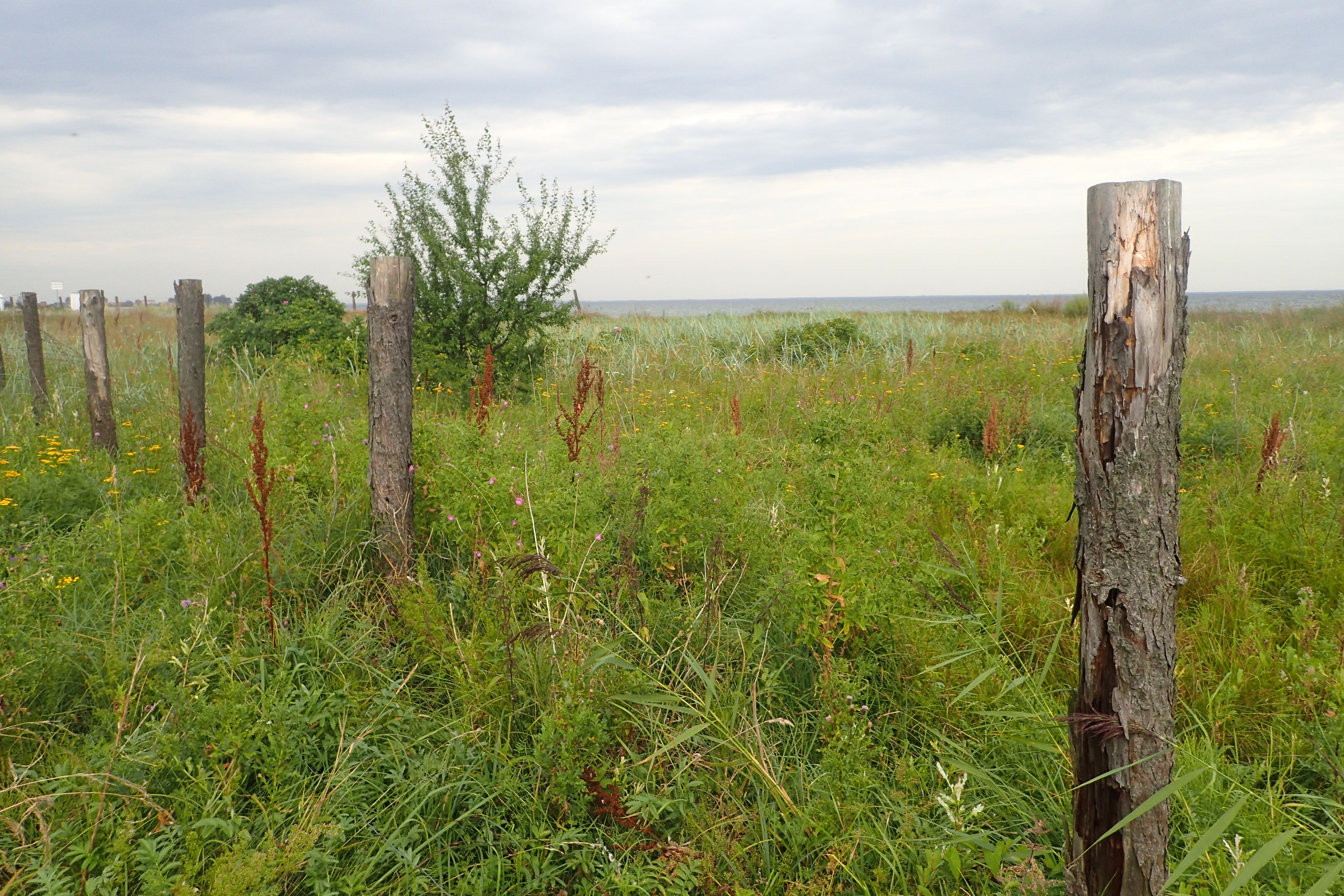
Ogrodzenie stanowiska mikołajka wyeliminowało wydeptywanie, ale przyśpieszyło też sukcesję roślinności i w efekcie ustąpienie gatunku chronionego (rezerwat Mechelińskie Łąki)

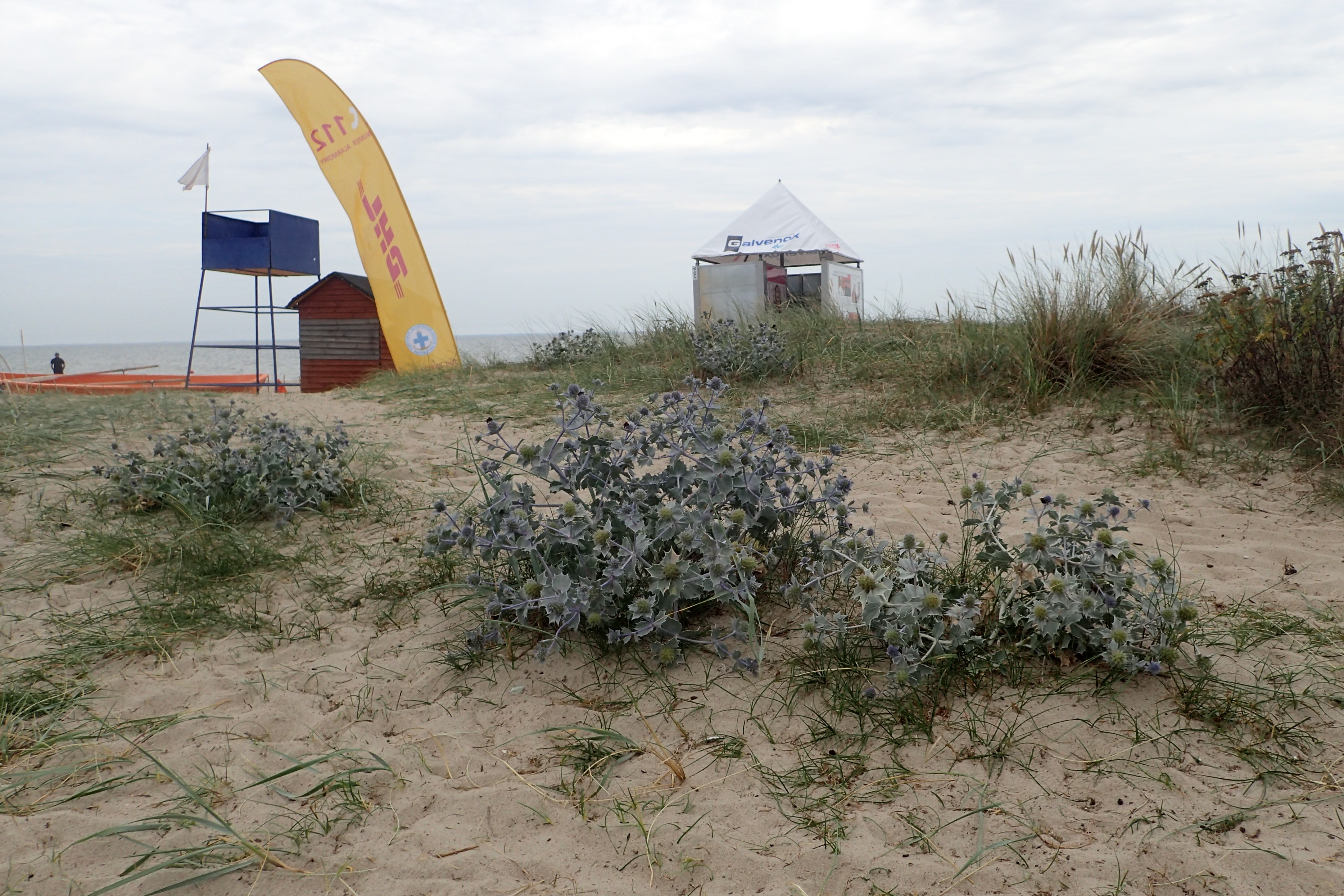
Ograniczona penetracja wydm działa korzystnie, jednak intensywna eliminuje mikołajka

Mikołajek nadmorski skutecznie broni się przed roślinożercami swymi sztywnymi i silnie kolczastymi pędami oraz zawartością w nich terpenów. Żerowanie roślinożerców może wręcz sprzyjać mikołajkowi, ponieważ usuwa lub osłabia wzrost gatunków konkurencyjnych wobec niego. Uszkodzenia roślin spowodowane przez zwierzęta mogą też skutkować rozwojem nowych pędów mikołajka. Podobnie oddziałuje niezbyt intensywne wydeptywanie – ogranicza wzrost roślin konkurencyjnych, przerywa darń, tworzy przejścia wolne od pokrywy roślinnej, których krawędzie są kolonizowane przez mikołajka. W warunkach silnej presji dużych zwierząt i wydeptywania przez ludzi rośliny mogą ponieść jednak znaczne uszkodzenia z powodu kruchości pędów, a w przypadku uszkodzenia szyi korzeniowej rośliny giną. Bardzo silna presja związana z wydeptywaniem, np. przez wypoczywających w rejonie popularnych ośrodków letniskowych, skutkuje eliminacją mikołajka.
Korzenie bogate w węglowodany są spożywane przez dziki. Owocami mikołajka żywią się szczygły i gryzonie. Stosunkowo niewiele bezkręgowców żywi się tym gatunkiem, co tłumaczone jest skuteczną obroną biochemiczną (głównie olejkiem eterycznym). Odporne są na niego gąsienice niektórych motyli, takich jak paź królowej Papilio machaon, Aethes williana i A. margarotana, Agonopterix cnicella i Agrotis ripae. Na korzeniach mikołajka stwierdzono żerowanie larw chrząszcza wałkarza lipczyka Polyphylla fullo, a na pędach nadziemnych  pluskwiaka – mszycy wierzbowo-marchwiowej Cavariella aegopodii. Z powodu sztywnych i kolczastych liści mikołajek jest też rzadko pożywieniem dla ślimaków, choć w Portugalii stwierdzono na tym gatunku ślimaki Theba pisana.
Pasożyty grzybowe
Boczniak mikołajkowy Pleurotus eryngii związany jest głównie z mikołajkiem polnym Eryngium campestre, ale w warunkach eksperymentalnych rośnie także na mikołajku nadmorskim. Innym podstawczakiem, już obserwowanym w naturze na mikołajku nadmorskim, jest Entyloma eryngii. Bardziej niż podstawczaki z mikołajkiem tym związany jest workowiec Mycosphaerella eryngii. Poza tym z tego samego typu grzybów na martwych organach mikołajka stwierdzano różne gatunki, m.in.: Pleospora herbarum, Diaporthopsis anglicae, Phomopsis eryngicola.
Mikoryza
Mikoryza arbuskularna jest fakultatywna u tego gatunku – stwierdzona została u 33% badanych roślin. Grzybnia występuje zwykle na 3–18%, ale czasem nawet do 90% długości korzeni. Kolonizacja korzeni przez grzyby mikoryzowe zmienia się w ciągu roku – najwyższa jest między końcem zimy i początkiem kwitnienia, wyraźny spadek następuje w czasie kwitnienia i utrzymuje się na niskim poziomie jesienią i zimą. Wśród grzybów mikoryzowych stwierdzono przedstawicieli rodzaju Glomus i Gigaspora.
Pasożyty roślinne
Na Wyspach Brytyjskich na mikołajku nadmorskim pasożytuje zaraza drobnokwiatowa Orobanche minor. Na Minorce stwierdzono pasożytowanie na tym gatunku także Orobanche iammonensis, a w północnej Afryce – Orobanche amethystea.

## Taksonomia i mieszaniec
Eryngium maritimum jest jednym z ok. 220–250 gatunków rodzaju Eryngium, który jest największym i najbardziej skomplikowanym taksonomicznie rodzajem w obrębie rodziny selerowatych (baldaszkowatych). E. maritimum jest gatunkiem typowym rodzaju i reprezentuje podrodzaj Eryngium subg. Eryngium (jeden z dwóch współcześnie wyróżnianych). Podrodzaj ten skupia gatunki występujące w Starym Świecie i w jego obrębie do najbliżej spokrewnionych gatunków należy mikołajek płaskolistny Eryngium planum. Tradycyjne podziały oparte na budowie morfologicznej roślin grupujące rośliny w taksonach rangi pośredniej między rodzajem i gatunkiem okazały się nie być monofiletycznymi. W 1913 w monografii podrodziny Saniculoideae mikołajek nadmorski razem z Eryngium macrocalyx włączony został do sekcji Halobia.
Znany jest jeden mieszaniec E. maritimum – z mikołajkiem polnym E. campestre określany jako Eryngium × rocheri Corb. ex Guérot, występujący w hiszpańskiej Walencji oraz we Francji.

## Nazewnictwo
Naukowa nazwa rodzaju pochodzi od dawnych greckich nazw roślin zapisanych przez Teofrasta z Eresos (eryngion) i Nikandra (eryngos), a odnoszących się do jakiejś rośliny stosowanej prawdopodobnie przeciw wzdęciom (gr. ereugomai = bekam, odbija mi się) lub odnoszących się do rośliny podobnej do ostu (eryngion). Na mikołajka przeniesiona została przez Josepha Pittona de Tourneforta. Epitet gatunkowy maritimum ustalił Karol Linneusz. Słowo to oznacza „nadmorski, związany z morzem” i pochodzi od łacińskiego słowa mare = morze.
Polska nazwa „mikołajek” zarejestrowana została w szeregu publikacji z XVI wieku (np. przez Marcina z Urzędowa, Stefana Falimirza), a najwcześniej w rękopisie Vocabula z 1468. Polska nazwa dla gatunku „mikołajek nadmorski” pojawia się w publikacjach już w XX wieku. Wcześniej zarejestrowana została nazwa „oset morski”, ale pochodząca tylko z odręcznych dopisków Zygmunta Zdzitowieckiego z początków XIX wieku na egzemplarzu Historia Plantarum Du Pineta (1561).

## Zagrożenia i ochrona
Mikołajek nadmorski nie jest zagrożony w całym swoim zasięgu – ma status gatunku najmniejszej troski (least concern – LC) w czerwonej liście gatunków zagrożonych Międzynarodowej Unii Ochrony Przyrody (IUCN). Uważany jest jednak za gatunek zagrożony na znacznej części swego północnego zasięgu i dobrze udokumentowane jest tutaj zanikanie wielu jego populacji, zwłaszcza wzdłuż wybrzeży bałtyckich i nad Morzem Północnym. Wymieniany jest w czerwonych księgach lub listach roślin zagrożonych w Norwegii, Estonii, na Litwie, w Niemczech, a także nad Morzem Śródziemnym w Izraelu i na Malcie oraz nad Morzem Czarnym – w Bułgarii i na Ukrainie. Na polskiej czerwonej liście gatunek zaliczony został do kategorii VU (narażony). Lokalnie gatunek wymiera, status wymarłego ma w Słowenii.
Gatunek nie jest chroniony wprost przepisami unijnymi, ale wszystkie siedliska w jakich występuje chronione są jako siedliska przyrodnicze w sieci Natura 2000 (wydmy inicjalne 2110, wydmy białe 2120 i wydmy szare 2130). W Polsce objęty jest ścisłą ochroną gatunkową od 1946. Najwcześniej w Europie mikołajek nadmorski został objęty ochroną nad Zatoką Gdańską, na mocy zarządzenia policyjnego obowiązującego od 1902 roku.
Istnieje cały szereg zagrożeń dla gatunku. Jego okazy są niszczone bezpośrednio z powodu zrywania kwitnących pędów dla celów dekoracyjnych i przesadzania roślin do ogródków przydomowych. Populacje i ich siedliska są niszczone, dziesiątkowane i fragmentowane ze względu na intensywne użytkowanie rekreacyjne wybrzeża wydmowego, jego przekształcanie hydrotechniczne, zalesianie i zakrzaczanie wydm, pozyskanie piasku i żwiru, erozję wybrzeża, podnoszenie poziomu mórz, zanieczyszczenia i eksurbanizację skutkującą zabudową wybrzeży. W północnej części zasięgu (nad Morzem Bałtyckim i w Norwegii) problemem jest także niska skuteczność rozmnażania generatywnego. 
Intensywne użytkowanie rekreacyjne wiąże się z rozwojem infrastruktury turystycznej na siedliskach mikołajka oraz ich penetracją, zwiększającą ryzyko intensywnego wydeptywania i zrywania pędów tego gatunku. Stabilizacja wydm w ramach działań związanych z ochroną wybrzeża zwiększa zwarcie roślinności wydmowej i tym samym eliminację mikołajka. W ramach tych działań na wydmy wprowadzono szereg gatunków inwazyjnych (np. różę pomarszczoną, oliwnika wąskolistnego), które wypierają gatunki rodzime, w tym mikołajka. Podobnie niszczy siedliska tego gatunku zwiększanie powierzchni wydmowej zalesianej różnymi gatunkami sosen. Zanieczyszczenie opadów, w szczególności związkami azotu i fosforu, sprzyja rozwojowi pokrywy trawiastej na wydmach w Europie i przyczynia się do ustępowania mikołajka.
Dla zachowania mikołajka konieczna jest systemowa ochrona siedlisk wydmowych z ich naturalną dynamiką i systematyczną, choć niezbyt intensywną, akumulacją piasku. W celu nie dopuszczenia do powstania zwartej pokrywy roślinnej rekomendowane jest dopuszczanie na wydmach wypasu zwierząt przy niskiej obsadzie, tak by nie spowodować z kolei zagrożenia nadmiernym wydeptywaniem. W przypadku odtwarzania wcześniej zniszczonych lub zalesionych wydm rzadko, ale dochodziło do spontanicznego ich zasiedlania przez mikołajka. Najbardziej skuteczną metodą odtwarzania populacji tego gatunku jest wysadzanie na docelowych stanowiskach młodych roślin namnożonych w warunkach kontrolowanych. Działania takie z powodzeniem realizowane były w Wielkiej Brytanii, Hiszpanii i Niemczech. W Polsce namnożono mikołajka nadmorskiego (z 5 egzemplarzy uzyskano za pomocą kultur in vitro ok. tysiąca dwuletnich sadzonek) i zasilono lub odtworzono stanowiska gatunku w rejonie Mechelinek i na Mierzei Helskiej po Władysławowo. W przypadku realizacji przedsięwzięć ingerujących w siedliska i populacje mikołajka nadmorskiego rekomendowane jest zabezpieczenie nasion i wykorzystanie ich do odtworzenia siedliska i populacji po zakończeniu przedsięwzięcia. Jest to możliwe nawet w przypadku długotrwałych inwestycji – w Wielkiej Brytanii przechowano skutecznie nasiona zdolne do kiełkowania przez 6 lat.   
W Polsce dla ochrony mikołajka postulowano objęcie ochroną rezerwatową najważniejszych dla gatunku fragmentów wybrzeża wydmowego jednak nie zostało to zrealizowane. Istotna populacja tego gatunku znajduje się w granicach rezerwatu Mechelińskie Łąki nad Zatoką Pucką. Niewielkie populacje zachowały się także w Słowińskim i Wolińskim Parku Narodowym. W przypadku tego ostatniego mikołajek  znajduje się także w logo Parku.  

## Obecność w kulturze i symbolice
Ze względu na znaczną rolę jaką odgrywał mikołajek nadmorski w ziołolecznictwie, jako roślina jadalna oraz ozdobna w wiekach średnich i później – pojawia się on w licznych utworach z tego okresu, w szczególności w Wesołych kumoszkach z Windsoru (ang. The Merry Wives of Windsor) – komedii autorstwa Williama Szekspira oraz w Podróży włoskiej (niem. Italienische Reise) autorstwa Johanna Wolfganga von Goethe. W Polsce wierzenia i praktyki lecznicze dotyczyły innych gatunków mikołajka (polnego i płaskolistnego). Na Kaszubach jednak mikołajek odgrywał istotną rolę jako charakterystyczny dla tego obszaru. Według legendy efektowna roślina ma być chłopcem (o imieniu Mikołajek) zamienionym przez władcę mórz za swe psoty (ukrył ubrania kąpiącej się małżonki władcy mórz...), a dodatkową karą ma być ból odczuwany przy zrywaniu kwiatów. Czar ma zniknąć, gdy przez cały rok nikt nie zerwie nad morzem żadnego mikołajka. Mikołajek nadmorski jest jednym z ulubionych motywów haftu kaszubskiego szkoły puckiej, dla której jest wyróżnikiem obok motywu fal morskich i sieci. Powstać miał podczas kursów haftu prowadzonych w okresie międzywojennym w Swarzewie w 1935 roku. W 1977 założony został zresztą klub hafciarski pod nazwą „Mikołajek nadmorski”.
Gatunek ten znajduje się w herbach nadmorskich miejscowości: Dziwnów, Żelistrzewo i Ustronie Morskie.
Przedstawiany był także na znaczkach pocztowych belgijskich, NRD i Litwy.

Herb Dziwnowa z mikołajkiem
Herb Żelistrzewa z motywem mikołajka typowym dla haftu kaszubskiego
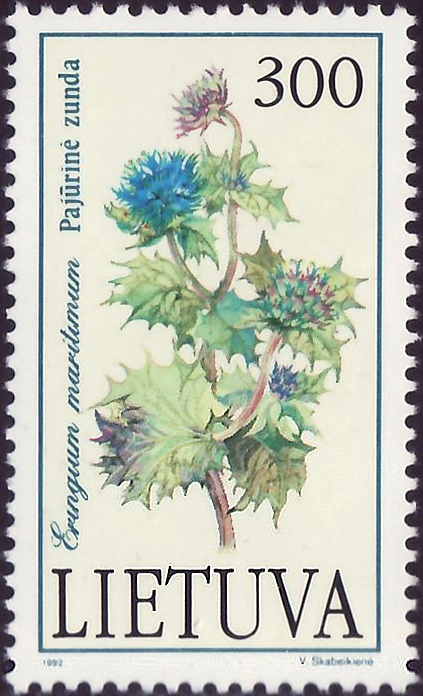
Litewski znaczek pocztowy z mikołajkiem

## Zastosowanie
Roślina ozdobna
Gatunek jest uprawiany podobnie jak szereg innych przedstawicieli rodzaju mikołajek Eryngium. Walorem ozdobnym tych roślin są sztywne, głęboko wcinane i metalicznie niebieskawo lub srebrzyście zabarwione liście i podsadki kwiatostanowe. Rośliny są ozdobą przez całe lato długo kwitnąc. Historia uprawy tego gatunku w ogrodach sięga co najmniej średniowiecza. Mikołajki polecane są do ogrodów skalnych oraz na rabaty bylinowe. Są atrakcyjne dla motyli i pszczół, dlatego też nadają się do ogródków zakładanych z myślą o owadach. Roślina wygląda też efektownie sadzona jako eksponowana bylina parkowa w miejscach słonecznych i jałowych. Dobrze komponuje się zwłaszcza na tle żółtych piaskowców lub niskich, żółto kwitnących roślin. Kwiatostany ścięte przed kwitnieniem długo się zachowują zasuszone stanowiąc ceniony dodatek florystyczny zarówno do żywych kwiatów jak i suchych kompozycji.
Roślina lecznicza
Gatunek szeroko w swoim zasięgu wykorzystywany był, w mniejszym stopniu jest nadal, w ziołolecznictwie oficjalnym i ludowym. Popularny był zwłaszcza w okresie średniowiecza i do XVII wieku, kiedy to stosowano go zarówno w leczeniu ludzi, jak i zwierząt. Surowcem zielarskim są zarówno pędy nadziemne (Herba Eryngii maritimi), jak i korzenie (Radix Eryngii maritimi). Korzenie do celów leczniczych pozyskuje się jesienią z roślin co najmniej dwuletnich. Ekstrakty z nich wykazują działanie przeciwzapalne (zwłaszcza w przypadku stanów zapalnych układu moczowo-płciowego, w tym prostaty), zmniejszają wrażliwość na ból i działają antyseptycznie. W badaniach in vitro różne frakcje ekstraktów (w metanolu, butanolu, acetonie i octanie etylu) wykazały działanie antybakteryjne wobec: Listeria monocytogenes, Escherichia coli, Staphylococcus aureus i Bacillus cereus. Ekstrakt w metanolu i butanolu był skuteczny wobec Pseudomonas aeruginosa, a ekstrakt w octanie etylu działał najsilniej przeciw grzybom, zwłaszcza Aspergillus flavus. Za działanie przeciwzapalne odpowiadają niektóre saponiny, w przypadku których stwierdzono w warunkach in vitro działanie cytotoksycznie na linie komórek nowotworowych i inhibitujące na proteazę HIV-1. W lecznictwie ludowym ekstrakty z mikołajka wykorzystywane były jako środek przeciwkaszlowy, przeciwbólowy, moczopędny, pobudzający apetyt, stymulujący i afrodyzjak. Najbardziej popularnym zastosowaniem było używanie korzeni jako afrodyzjaku, przy czym były one spożywane w formie kandyzowanej. W basenie Morza Śródziemnego używano mikołajka do ochrony przed ukąszeniami żmij i skorpionów. Preparaty z mikołajka nadmorskiego wykorzystywano także do wyrobu leków homeopatycznych.
Roślina jadalna
Mikołajek nadmorski jest rośliną jadalną o długiej tradycji spożywania. Najbardziej cenione były mięsiste korzenie spożywane gotowane lub kandyzowane. Przepis na kandyzowane korzenie (zwane eryngo) zawarł John Gerard w dziele Herball z 1597. Korzenie gotowano najpierw przez cztery godziny, następnie obierano, usuwano z nich rdzeń, a następnie długo duszono w słodkim syropie. Korzenie po obraniu białe, są pożywne i smaczne, mają słodkawy smak i aromat porównywany do marchwi, a po obróbce cieplnej do pasternaku i kasztanów jadalnych. Popularne były zwłaszcza w Anglii, a szczególnie często je spożywano w wieku XVII i XVIII, przy czym np. w rejonie Morza Śródziemnego mikołajek bywa spożywany także współcześnie. Jadalne są jako warzywo także młode pędy i liście (nadające się do sałatek), ale z powodu silnej goryczy wymagają długiego gotowania lub etiolowania przed zbiorem.
Inne zastosowania
Ze względu na sięgające głęboko korzenie gatunek jest wykorzystywany do stabilizacji piaszczystych stoków i wydm.
Wysuszone pędy powieszone w domostwach były wykorzystywane ze względu na swą higroskopijność do przewidywania pogody.

## Uprawa
Wymagania
Gatunek może być uprawiany w strefach mrozoodporności 5–10, czyli w całej Polsce. Wymaga słonecznego stanowiska (nie toleruje ocienienia) oraz najlepiej umiarkowanie wilgotnej i piaszczystej lub piaszczysto-żwirowej, przepuszczalnej i raczej ubogiej gleby. Starsze rośliny są bardzo odporne na susze.
Rozmnażanie
Rozmnaża się przez nasiona, które wysiewać można zaraz po ich zbiorze, oraz przez sadzonki korzeniowe (odcinki głównego korzenia długości ok. 6 do 10 cm i średnicy co najmniej 2 mm sadzone poziomo na głębokości 4–40 cm), które pobiera się z rozrośniętych roślin jesienią lub zimą. Stare i rozrośnięte kępy można też dzielić wiosną na mniejsze.
W celu zwiększenia udziału kiełkujących nasion poddaje się je stratyfikacji. Chłodna stratyfikacja (przetrzymanie nasion przez 8 tygodni w temperaturze 5–6 °C lub przez 6 tygodni w 2 °C) pozwala na zmiękczenie owocni i zwiększenie udziału kiełkujących nasion z 5–11% w warunkach naturalnych do ok. 25%. Lepsze wyniki uzyskiwano także wydłużając chłodną stratyfikację do 4 miesięcy. Jeśli przed chłodną stratyfikacją podda się nasiona ciepłej stratyfikacji (2 tygodnie w 24 °C) i dodatkowo usunie owocnię – udział nasion kiełkujących rośnie do 50%. Zwiększa udział roślin kiełkujących także zróżnicowanie temperatur między dniem i nocą, przy czym optymalna dla tego procesu jest temperatura 20 °C w dzień i 10 °C w nocy. Na kiełkowanie źle wpływa zwiększone zasolenie. Przechowywanie nasion przez 6 lat w ciemności, przy niskiej wilgotności i w temperaturze 5 °C nie wpłynęło istotnie na ich zdolność do kiełkowania.
Kiełkowanie może być długotrwałe i rozciągnięte w czasie. Siewki zaleca się rozsadzać do indywidualnych pojemników i uprawiać pod osłoną w czasie pierwszej zimy. Na stanowisko docelowe powinny być wysadzane późną wiosną lub wczesnym latem (dla uniknięcia mrozów). Sadzić należy je ostrożnie, z nienaruszoną bryłą ziemi, ponieważ rośliny źle znoszą ingerencje w korzenie, bardzo źle znoszą przesadzanie (sadzone rośliny umieszczać należy w dołkach głębszych od ich systemu korzeniowego).  
Gatunek może być także skutecznie rozmnażany w kulturach in vitro, co pozwolić może na uzyskanie materiału roślinnego na potrzeby pozyskania metabolitów wtórnych wykorzystywanych w medycynie bez uszczuplania zasobów naturalnych gatunku. Mikrorozmnażanie było wykorzystane także do reintrodukcji gatunku na stanowiska, na których wymarł.
Pielęgnacja
Mimo odporności na suszę zaleca się podlewanie mikołajka w przypadku długotrwałego braku opadów. Nie należy go zasilać nawozami, gdyż ich zastosowanie może spowodować wydłużenie się i pokładanie pędów, podczas gdy z natury rośliny mają efektowny, zwarty pokrój. Usuwanie przekwitłych kwiatostanów może stymulować roślinę do rozwoju kolejnych i przedłużania kwitnienia.